# Marie Östman
Marie Östman, född 1973, är en svensk jurist och ämbetsman.
Marie Östman har varit advokat vid Advokatfirman Vinge i Stockholm och Bryssel samt departementssekreterare vid enheten för konkurrens, statsstöd och ramvillkor på Näringsdepartementet. Hon har varit processråd på Konkurrensverket och blev chefsjurist och chef för rättsenheten på myndigheten 2018. Marie Östman tillträdde den 30 januari 2025 till generaldirektör och chef för Konkurrensverket.